# Крос Маунтин (Тексас)
Крос Маунтин (енгл. Cross Mountain) насељено је место без административног статуса у америчкој савезној држави Тексас.

## Демографија
По попису из 2010. године број становника је 3.124, што је 1.6 (105,0%) становника више него 2000. године.
| Група             | 2000.         | 2010.         |
| Белци             | 1.154 (75,7%) | 1.993 (63,8%) |
| Афроамериканци    | 40 (2,6%)     | 104 (3,3%)    |
| Азијати           | 22 (1,4%)     | 83 (2,7%)     |
| Хиспаноамериканци | 282 (18,5%)   | 879 (28,1%)   |
| Укупно            | 1.524         | 3.124         |